# La Reddition de Bailén
La Reddition de Bailén (en espagnol : La Rendición de Bailén) est une peinture à l'huile réalisée par José Casado del Alisal en 1864.
Le tableau représente la reddition des troupes napoléoniennes à la suite de la bataille de Bailén en 1808.
La grande qualité technique et de composition font de cette œuvre l'une des plus intéressantes de la peinture d'histoire.

## Contexte historique
Au printemps 1863, José Casado del Alisal poursuit à Paris sa formation artistique grâce à une bourse de l'Académie royale des beaux-arts de San Fernando ; il y travaille sur un grand tableau de thème historique et choisit le thème de la reddition de Bailén, qui représente la première victoire espagnole lors de la guerre d'indépendance espagnole. Dans la capitale française, Casado del Alisal peut se documenter plus facilement sur les uniformes napoléoniens.
La toile est envoyée à Madrid aussitôt terminée et est présentée au Teatro Real dans le cadre de l'Exposition nationale des beaux-arts : il obtient ainsi en 1864 la médaille de Première classe pour cette œuvre.
Les rois espagnols Isabelle II et François d'Assise de Bourbon peuvent l'observer à cette occasion, et la reine l'achètera avant d'octroyer à Casado del Alisal le titre de peintre honoraire de la chambre du roi. En 1921, l'œuvre est donnée par le roi Alphonse XIII d'Espagne au musée d'art moderne de Madrid. Elle est ensuite transférée, ainsi que tout le reste de la collection du XIXe siècle de ce musée, au musée du Prado, où elle est toujours exposée.

## Description
Le moment représenté est celui de la rencontre entre le général Castaños et le général Dupont afin de s'accorder sur les conditions de la reddition des troupes françaises à fin de la bataille de Bailén qui a eu lieu le 19 juillet 1808 près de Bailén, en Espagne,. Le premier est à la tête des troupes espagnoles et salue respectueusement l'ennemi vaincu. Le deuxième, plutôt sérieux et orgueilleux, répond au salut de Castaños ouvrant ses bras en signe de reddition absolue. À côté des deux généraux, Casado positionne d'autres militaires qui ont participé à la bataille mais non à l'acte de capitulation, ce qui représente une libre interprétation de la scène.
La composition est structurée de manière à rendre hommage à La Reddition de Breda de Diego Velázquez, situant de façon similaire les groupes de soldats pour configurer une forme de croix, où les Français sont situés à droite, dans un plan inférieur afin d'indiquer leur défaite, tandis que les Espagnols sont situés à gauche. Au centre sont mis en évidence les deux généraux, avec des attitudes contraires : au rôle généreux accordé à l'Espagnol sont opposés le geste arrogant du Français et l'attitude de Gobert, bien que représentés de façon noble, malgré la défaite.
Derrière les groupes du premier plan, se développe une vue panoramique du lieu de la bataille et des drapeaux, renforçant ainsi l'hommage à Velázquez.

## Analyse
En plus de la composition de Velázquez décrite ci-dessus, l'autre influence importante est celle des peintres français Antoine-Jean Gros et François Gérard, spécialistes des campagnes napoléoniennes. Les tonalités employées indiquent la maîtrise technique de Casado, qui a recours à une ample gamme chromatique d'une riche harmonie, créant une spectaculaire sensation atmosphérique qui indique l'environnement chaud d'un mois de juin à Jaén.
Le dessin est très ferme et sûr, et fait ressortir les attitudes et expressions des personnages. Les fins détails transposent très fidèlement les tenues vestimentaires des deux armées, pour lesquelles Casado del Alisal a pu se documenter à Paris et à Madrid et la grande qualité de portrait permet de reconnaître tous les commandants représentés.
La zone de plus grande chaleur pourrait être le groupe de soldats espagnols, composé d'une grande variété de gestes et expressions prises d'après nature, faisant ainsi un lien avec le réalisme en vigueur. Les coloris équilibrés, les armes au premier plan, la moisson, la poussière soulevée par les troupes vaincues sont quelques-uns des éléments qui font de cette œuvre l'une des plus intéressantes de la peinture d'histoire.